# Linka 5 (metro v Ciudad de México)
Linka 5 je jedna z linek metra v Ciudad de México, je značena žlutou barvou. Linka má 13 stanic a dlouhá je 15,675 km.

## Chronologie otevírání jednotlivých úseků
| Úsek                  | Datum otevření    |
| --------------------- | ----------------- |
| Consulado - Pantitlán | 19. prosince 1981 |
| La Raza - Consulado   | 1. července 1982  |
| La Raza - Politécnico | 30. srpna 1982    |

## Provoz
Linka 5 se kříží s linkami metra 1, 3, 4, 6, 9, A, B a linkami Metrobusu 1, 3, 5, 6, 7.

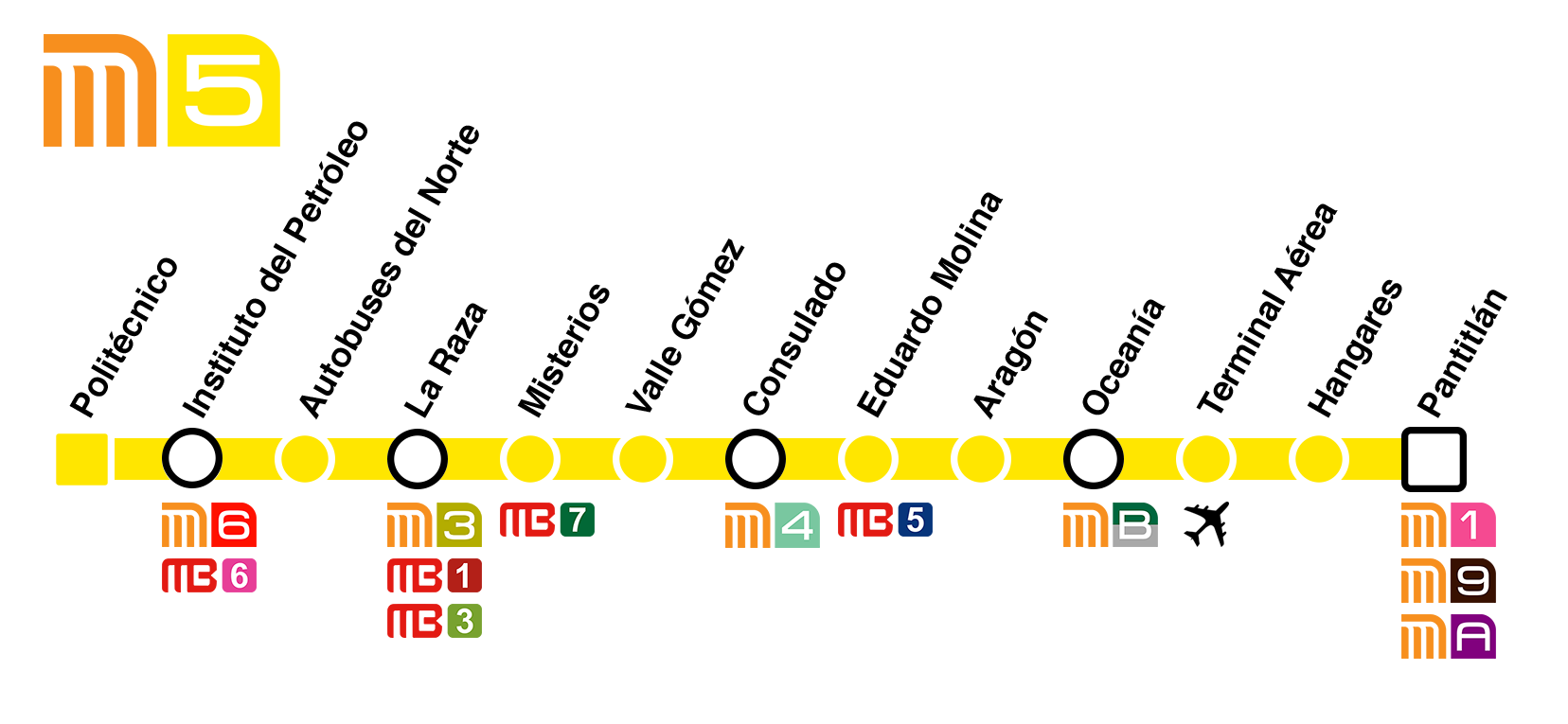
Plán Linky 5

### Seznam stanic

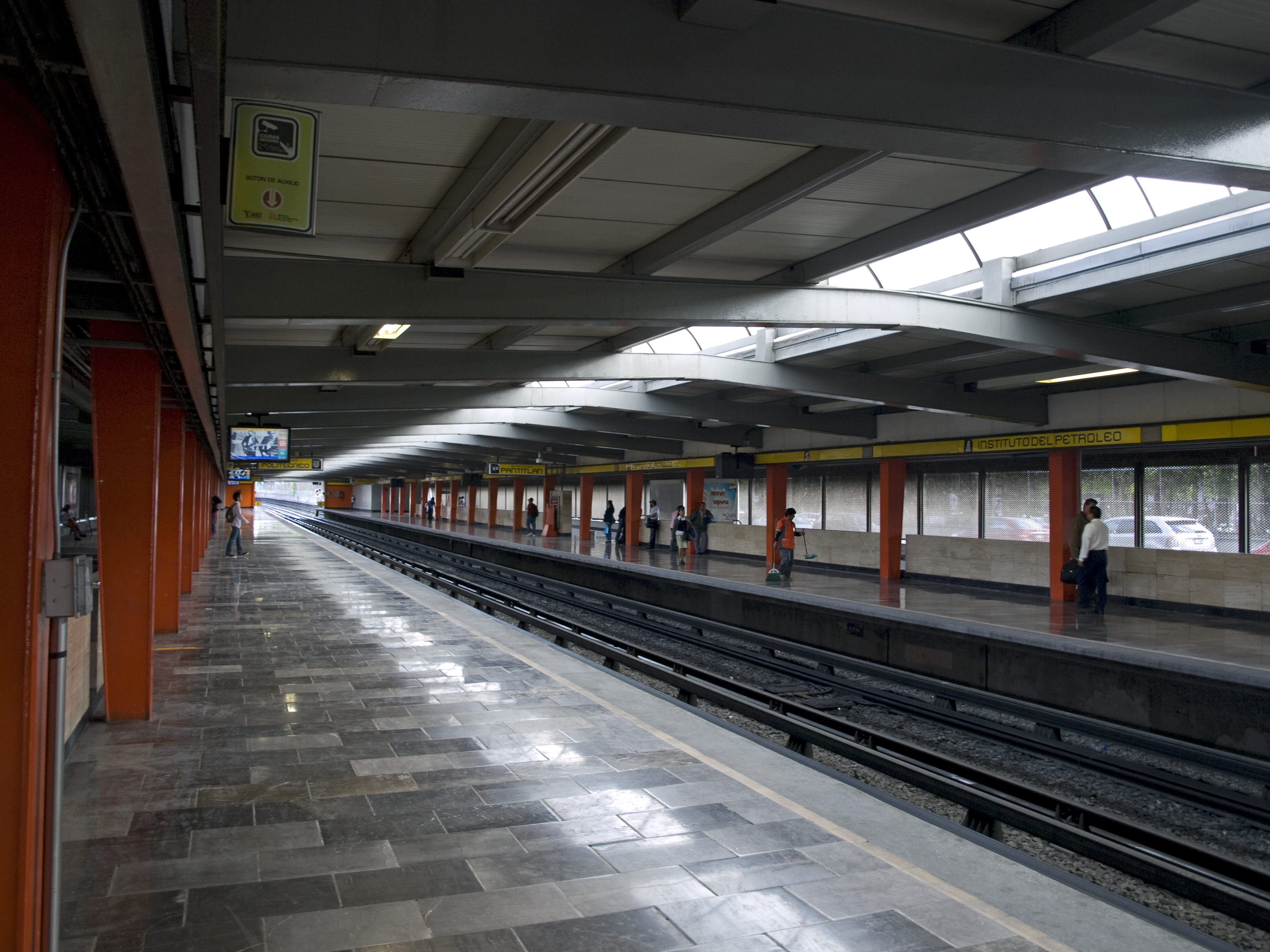
Stanice Instituto del Petróleo

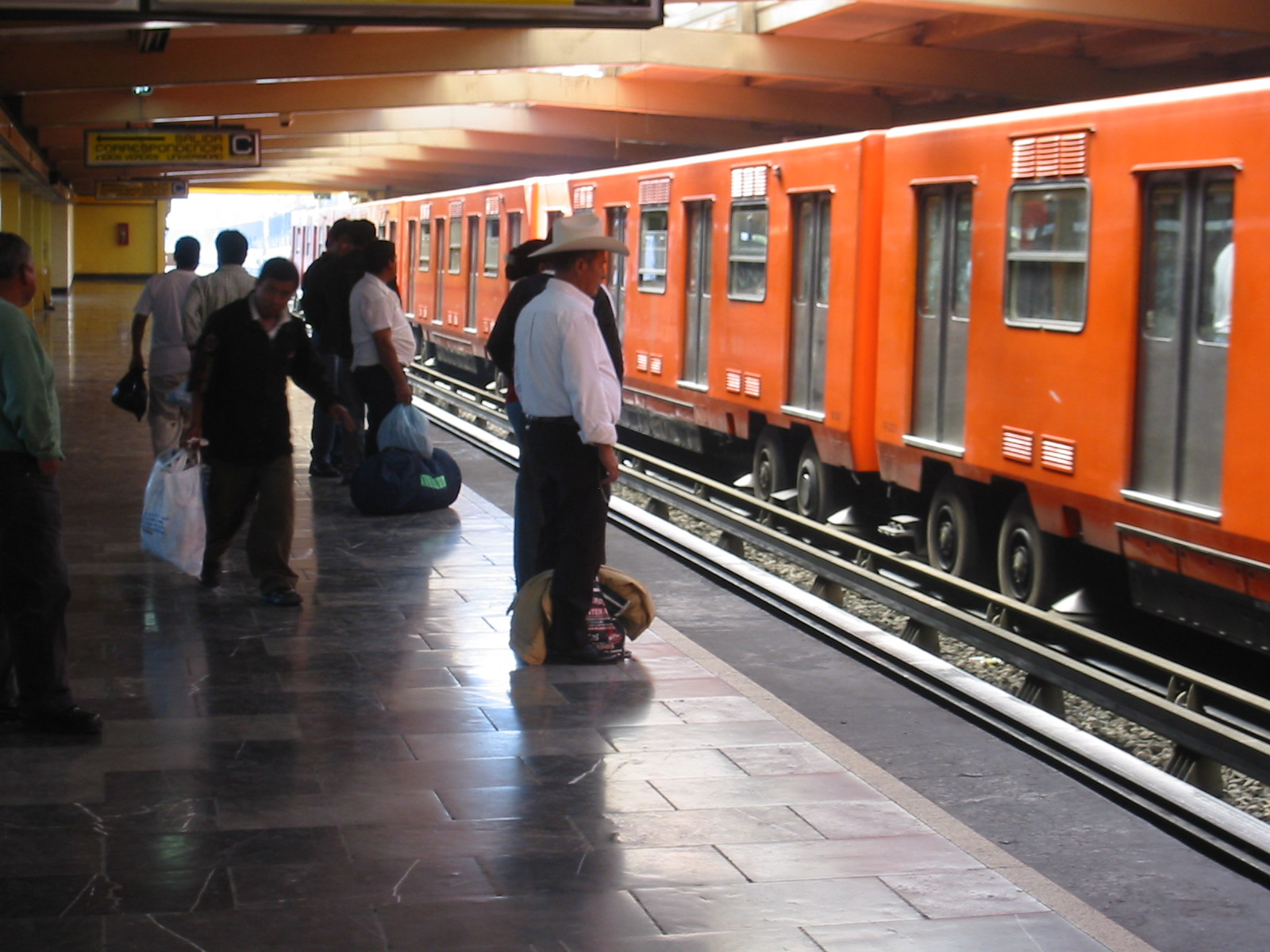
Stanice La Raza

| Linka 5 | Linka 5                | Linka 5  | Linka 5                                 |
| Č.      | Stanice                | Přestupy | Městský obvod                           |
| ------- | ---------------------- | -------- | --------------------------------------- |
| 1       | Politécnico            |          | Gustavo A. Madero                       |
| 2       | Instituto del Petróleo |          | Gustavo A. Madero                       |
| 3       | Autobuses del Norte    |          | Gustavo A. Madero                       |
| 4       | La Raza                |          | Gustavo A. Madero                       |
| 5       | Misterios              |          | Venustiano Carranza                     |
| 6       | Valle Gómez            |          | Gustavo A. Madero / Venustiano Carranza |
| 7       | Consulado              |          | Gustavo A. Madero / Venustiano Carranza |
| 8       | Eduardo Molina         |          | Gustavo A. Madero / Venustiano Carranza |
| 9       | Aragón                 |          | Gustavo A. Madero / Venustiano Carranza |
| 10      | Oceanía                |          | Venustiano Carranza                     |
| 11      | Terminal Aérea         |          | Venustiano Carranza                     |
| 12      | Hangares               |          | Venustiano Carranza                     |
| 13      | Pantitlán              |          | Venustiano Carranza                     |